# NGC 1778
NGC 1778 (również OCL 429) – gromada otwarta znajdująca się w gwiazdozbiorze Woźnicy. Odkrył ją William Herschel 17 stycznia 1787 roku. Jest położona w odległości ok. 4,8 tys. lat świetlnych od Słońca.